# Námořnictvo Spojených států amerických
Námořnictvo Spojených států amerických (United States Navy, či US Navy) je námořní složka Ozbrojených sil USA. K 15. lednu 2010 v něm sloužilo 329 515 mužů, dále provozovalo 287 válečných lodí a ponorek všech typů a přes 3700 letadel. Americké námořnictvo je největším námořnictvem na světě a v současnosti zároveň jediným námořnictvem s globální působností. Disponuje největší flotou letadlových lodí (2023: jedenáct ve službě, tři ve stavbě a jedna objednána) a raketových křižníků.
„Zřizovat a udržovat loďstvo“ má podle Ústavy (Článku I, oddílu 8) Kongres, jeho nejvyšším velitelem je pak prezident.
Plavidla amerického námořnictva (obsluhovaná příslušníky námořnictva) používají ve službě prefix USS (zkratka za United States Ship). Prefix USNS (z United States Naval Ship) patří plavidlům, která sice patří US Navy, ale nebyla přijata do služby v námořnictvu (non-commissioned ship) a obsluhují je námořníci z Military Sealift Command.

## Historie

### Zrod (1775–1890)

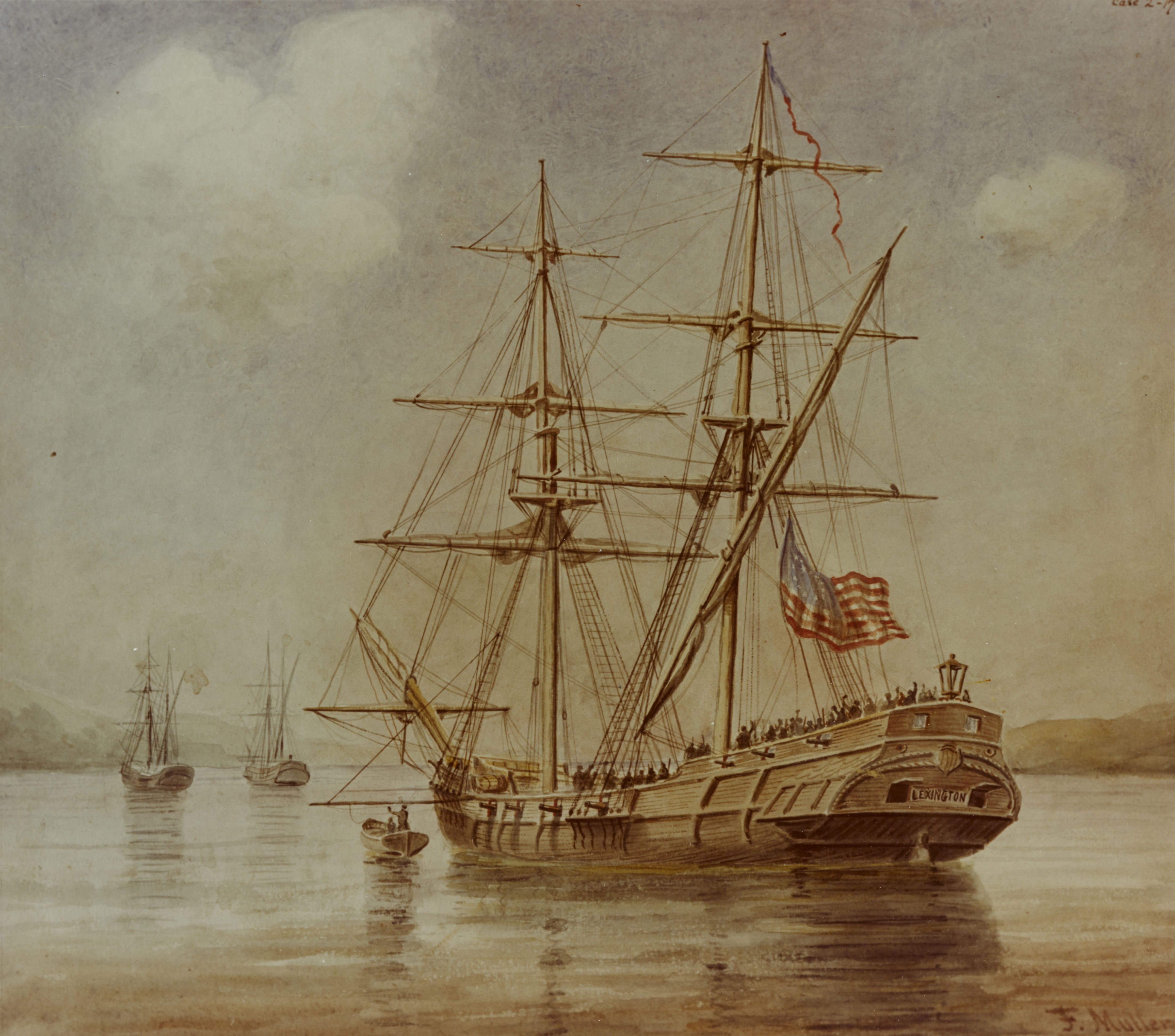
Brigantina USS Lexington z doby války za nezávislost se stala první americkou válečnou lodí nesoucí toto jméno

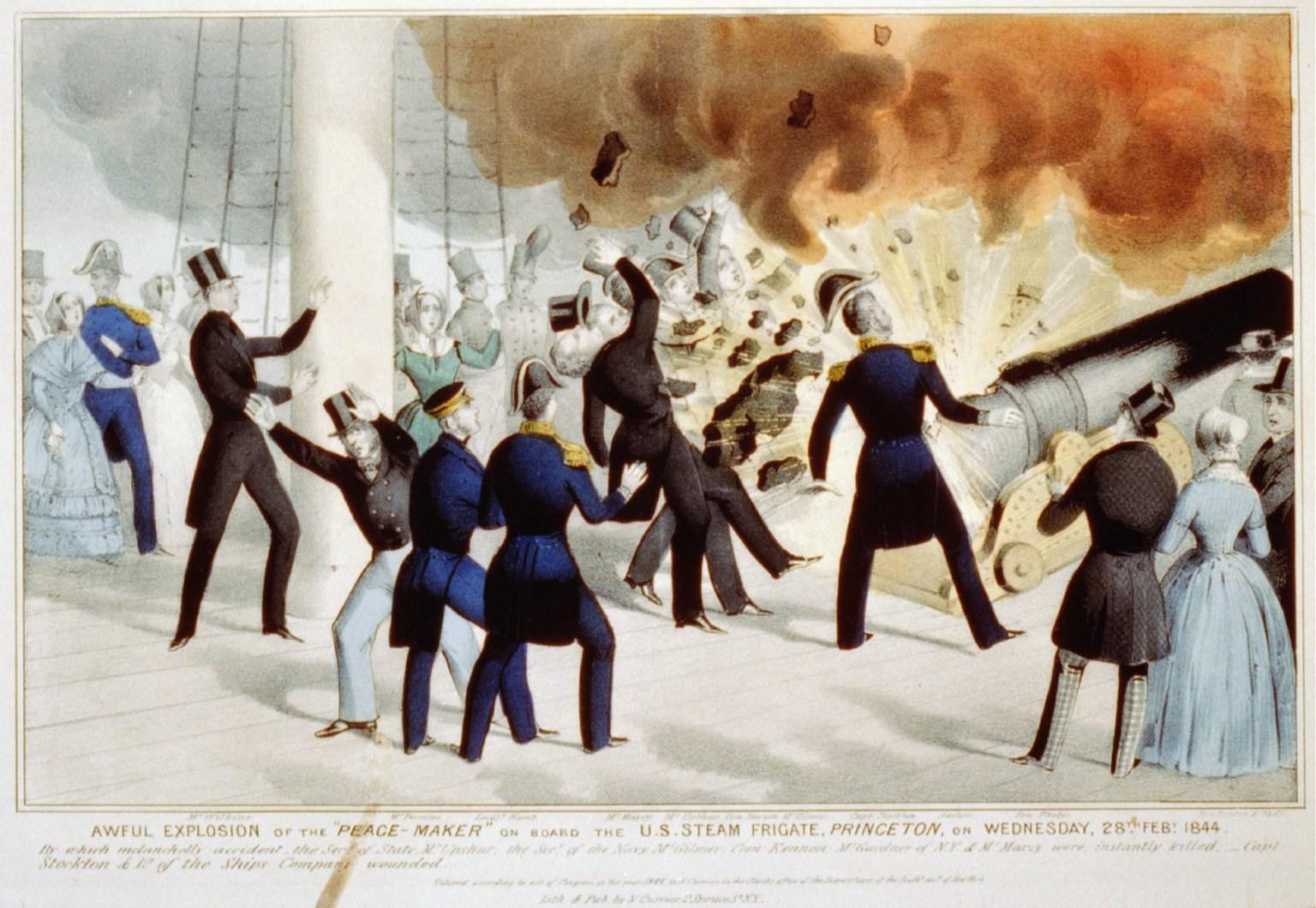
Exploze jednoho ze dvou těžkých 305mm kanónů na USS Princeton 28. února 1844. K incidentu došlo při ukázkových střelbách na demonstrační plavbě pro americkou honoraci. Incident si vyžádal sedm mrtvých, včetně ministrů zahraničí Abela Upshura a námořnictva Thomase Gilmera, a 16 až 20 zraněných. Prezident John Tyler vyvázl nezraněn

Americké námořnictvo bylo založeno za americké války za nezávislost, probíhající v letech 1775–1783. Jeho prvním velitelem se stal prezident George Washington. Jelikož nebylo dostatečně silné na střet s mocnou Royal Navy, mělo zejména narušovat britské zásobovací trasy. Po skončení války za nezávislost nastalo období velkého útlumu, kdy Kongres všechny válečné lodi prodal (jako poslední byla roku 1785 prodána fregata Alliance) a upřednostněna byla obrana západní hranice USA. To vedlo například k nárůstu problémů s pirátstvím ve Středomoří, ohrožujícím rostoucí námořní obchod. Teprve roku 1794 bylo námořnictvo obnoveno a Kongres objednal stavbu šesti fregat, z nichž USS Constitution je ve službě dodnes.
V letech 1798–1800 bojovalo americké námořnictvo v nevyhlášené válce s Francií, která povolila svým korzárům útoky na americké lodě. Hlavní oblastí bojů byl Karibik. Konflikt posílil pozici námořnictva, jelikož byly objednány další lodě a roku 1798 bylo zřízeno samostatné ministerstvo námořnictva (Department of the Navy). V letech 1812–1815 pak došlo i k válce s Velkou Británií. Ta znovu prokázala potřebu silného loďstva. Během mexicko-americké války v letech 1846–1848 americké námořnictvo blokovalo mexické přístavy a podporovalo pozemní jednotky. Provedlo také svou první velkou výsadkovou operaci – obsazení přístavu Veracruz, ze kterého armáda směřovala k hlavnímu městu a uspíšila tak mexickou porážku.

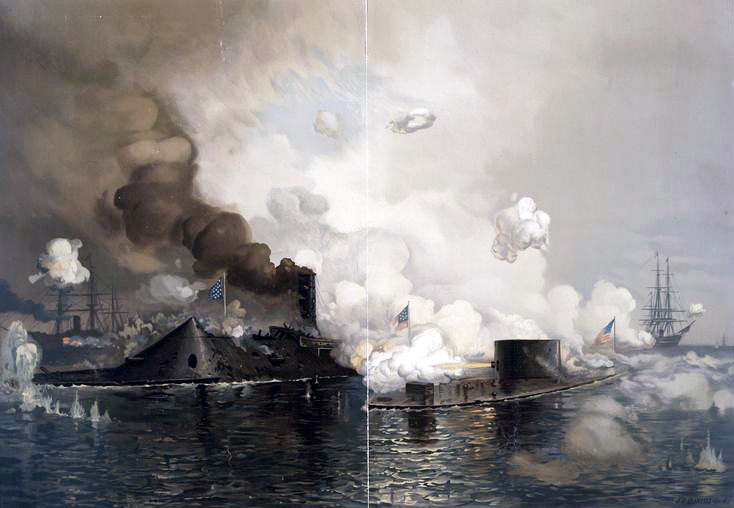
Střetnutí Monitoru a Virginie 9. března 1862

V americké občanské válce došlo ke střetu výrazně silnějšího námořnictva Unie a námořnictva Konfederace. Unijní námořnictvo provádělo účinnou blokádu přístavů Konfederace, což Konfederaci způsobilo vážné problémy se zásobováním. Operacemi na řekách též pomohlo rozdělit Konfederaci na dvě části. Do historie vstoupilo zejména střetnutí válečných lodí USS Monitor a CSS Virginia dne 9. března 1862 v bitvě u Hampton Roads, které bylo historicky prvním střetnutím obrněných válečných lodí. Bitva zcela změnila náhled na konstrukci válečných lodí a vedla během několika let k radikální přestavbě loďstev na celém světě. V následujících dvaceti letech se monitory staly důležitou složkou amerického námořnictva, jehož síla však až do 80. let 19. století klesala a jeho lodi zastarávaly. V tomto období nebylo vystaveno závažnějším hrozbám a soustředilo se na ochranu obchodu a podporu americké diplomacie.
Názornou ukázkou takové diplomacie byla návštěva čtyř fregat pod velením komodora Matthew C. Perryho, která roku 1854 donutila japonský šógunát k otevření přístavů. Uzavřením obchodní smlouvy s USA byla zlomena více než dvousetletá izolace Japonska.

### Námořní velmoc (1890–1945)

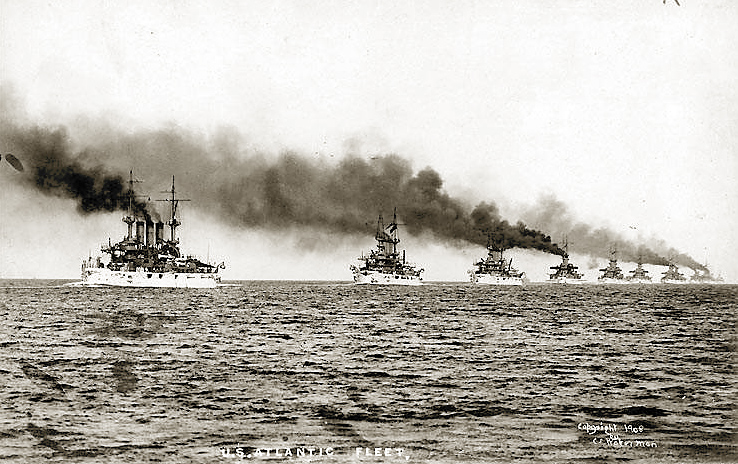
Americké bitevní lodi vyplouvají roku 1907 na cestu kolem světa

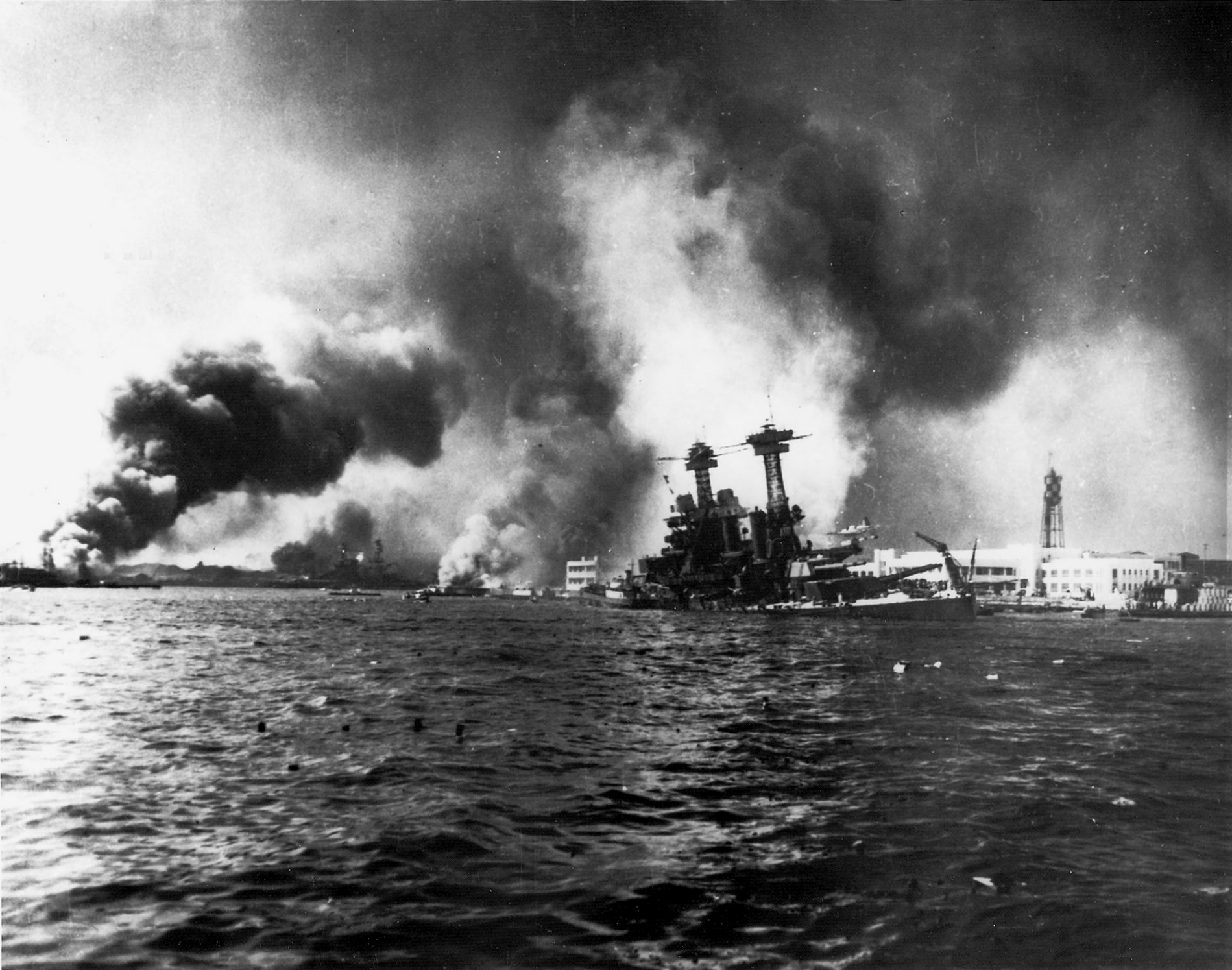
USS California se potápí v Pearl Harboru

Díky modernizačním programům, které začaly v 80. letech 19. století, se americké námořnictvo brzy zařadilo mezi námořní velmoci a mohlo tak účinně podporovat snahy o územní a obchodní expanzi. Prvním důkazem nově získané síly amerického námořnictva se stalo jeho angažmá ve Španělsko-americké válce roku 1898. Jako casus belli posloužilo podezření, že španělští agenti potopili americkou válečnou loď USS Maine (výbuch nebyl dodnes objasněn). Střetnutí probíhalo naprosto jednostranně a skončilo zničující porážkou Španělska, které muselo po ztrátě většiny svých velkých válečných lodí v bitvách na Filipínách a Kubě přistoupit na pařížskou mírovou smlouvu. Poté bylo nuceno předat Spojeným státům Kubu, Portoriko a část Španělské východní Indie (Filipíny a Guam).
V roce 1907 vyslal americký prezident Theodore Roosevelt skupinu šestnácti amerických bitevních lodí, přezdívanou též Great White Fleet, na čtrnáctiměsíční cestu kolem světa, která možnosti válečného loďstva veřejně demonstrovala – a to zejména Japonsku jako potenciálnímu americkému soupeři v Pacifiku. Roku 1914 americké námořnictvo po šest měsíců okupovalo mexický přístav Veracruz a ve stejném roce byl navíc otevřen Panamský průplav, který dovolil námořnictvu snadno přesouvat síly mezi Atlantikem a Pacifikem.
Do první světové války se USA zapojily až 6. dubna 1917. Přestože samo americké námořnictvo ve válce žádnou velkou bitvu nevybojovalo, bylo jeho úspěchem zajištění bezpečné přepravy dvou milionů vojáků expedičních vojsk do Evropy, kde tato vojska výrazně ovlivnila výsledek války. Do Evropy bylo rovněž vysláno devět bitevních lodí, které se připojily k britské Grand Fleet a dále zvětšily převahu Dohody nad německou Kaiserliche Marine.
Americké námořnictvo vyšlo z války jednoznačně posíleno. Spojené státy se představily jako jedna ze tří hlavních námořních mocností (společně s Velkou Británií a Japonskem), s ambicí překonat svou silou i Britské královské námořnictvo. V roce 1916 proto námořnictvo přijalo ambiciózní program stavby 10 bitevních lodí, 6 velkých bitevních křižníků, 10 lehkých křižníků, 270 torpédoborců a 84 ponorek. Washingtonská konference v letech 1921–1922 na jedné straně částečně omezila námořní zbrojení, ovšem na druhé straně definitivně potvrdila paritu mezi námořnictvem britským a americkým.
V meziválečné době si americké námořnictvo svou pozici udrželo a v době rostoucího mezinárodního napětí ve 30. letech (japonský expanzionismus, nástup nacismu) začalo se stavbou řady nových lodí. Do druhé světové války se zapojilo až po japonském napadení základny Pearl Harbor na Havajských ostrovech 7. prosince 1941. Přestože americké námořnictvo ve válce působilo globálně, jeho hlavním válčištěm se stal zejména Pacifik a kampaň proti Japonsku. Po několikaměsíční sérii porážek zde nastal obrat v bitvách v Korálovém moři a u Midway. Brzy se ukázala síla amerického průmyslu, který chrlil velké množství válečných lodí, obchodních lodí, letadel a dalšího materiálu. Vyloděním na ostrově Guadalcanal začalo postupné dobývání Japonci obsazeného území, které vyvrcholilo bitvou o Okinawu a japonskou kapitulací, podepsanou 2. září 1945 na palubě bitevní lodi USS Missouri. V severní Africe a Evropě se Američané od roku 1942 podíleli na řadě vyloďovacích operací, které postupně osvobozovaly území obsazená vojsky Osy — operace Torch, operace Husky, operace Overlord a další.
Z amerického námořnictva se za druhé světové války stalo nejsilnější námořnictvo světa a tím začala globální éra jeho působení.

### Globální námořnictvo (1945–)
Po skončení druhé světové války prošlo námořnictvo zeštíhlením a mnoho jeho starších lodí bylo vyřazeno. Brzy se však ukázalo, že spojenectví Západu se Sovětským svazem bylo pouze dočasné a americké námořnictvo se stalo jedním z hlavních aktérů války studené. V ní bylo jeho protivníkem především doposud nijak silné sovětské námořnictvo, do jehož rozvoje však byly investovány velké prostředky. Jelikož by v případě vzniku opravdové války byla jejím těžištěm západní Evropa, mělo americké námořnictvo zejména chránit základny bombardérů a zásobovací trasy v Atlantiku. Základem síly amerického námořnictva se přitom staly silné úderné svazy těžkých letadlových lodí – kategorie plavidel, o jejichž stavbu se Sovětský svaz nepokusil až do 80. let 20. století.

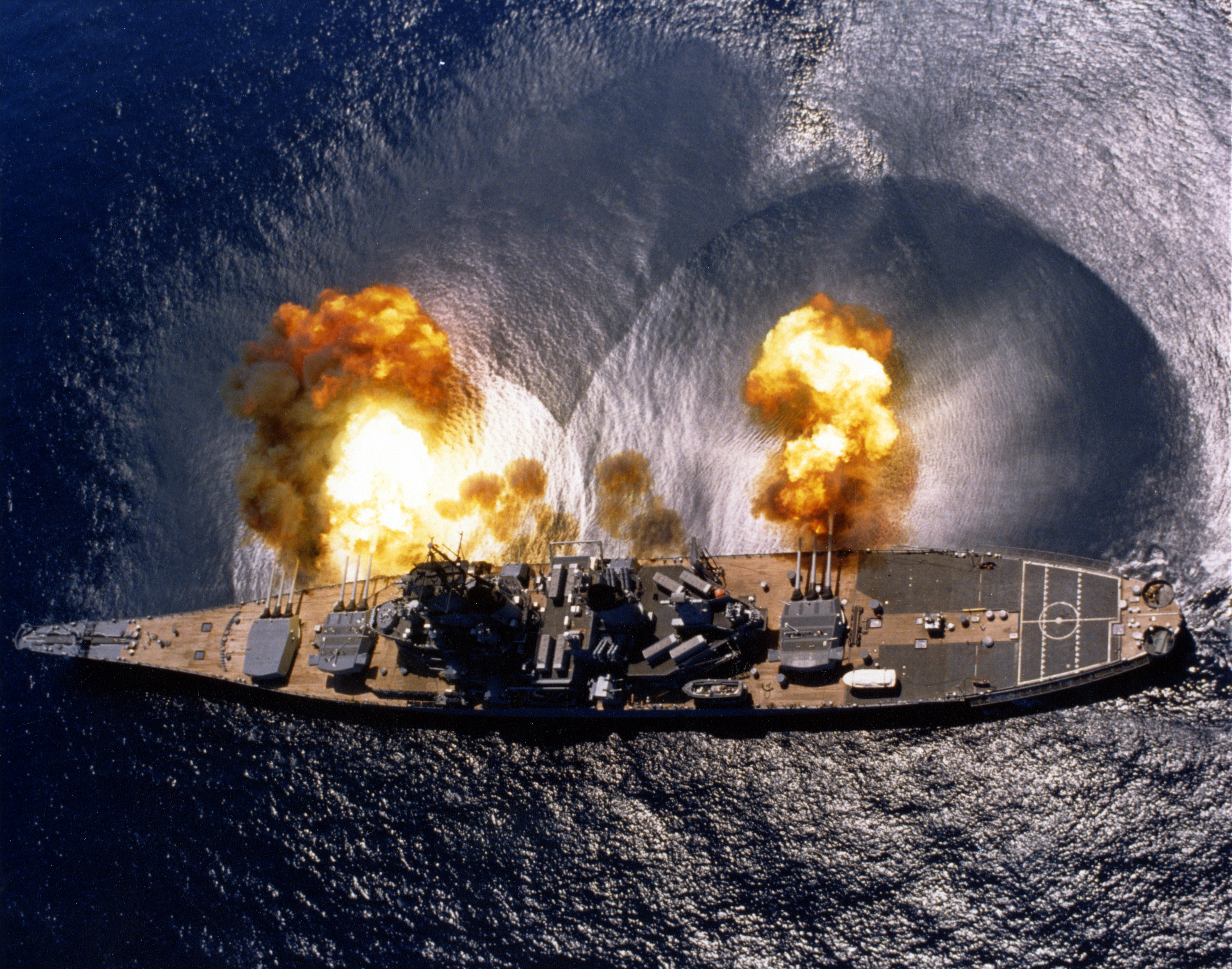
Jedním ze symbolů expanze námořnictva za vlády Ronalda Reagana se stala reaktivace a modernizace bitevních lodí třídy Iowa

Roku 1949 se USA staly součástí nově založené Severoatlantické aliance, do které se zapojilo i americké námořnictvo. Nové závody ve zbrojení a používání nejnovějších technologií přinesly například zavedení jaderných zbraní – zejména balistických raket ve výzbroji ponorek, řízených střel či jaderných reaktorů v pohonu lodí.
Americké námořnictvo bylo nasazeno například v Korejské válce, během které provedlo riskantní, ale úspěšnou vyloďovací operaci u korejského města Inčchon. V 60. letech následovala kubánská krize, či válka ve Vietnamu, po které následoval určitý útlum. Po nástupu Ronalda Reagana do prezidentského úřadu byla zahájena rozsáhlá expanze a modernizace námořnictva. V 80. letech pak námořnictvo podporovalo armádu v Libanonu, Libyi, Grenadě a Panamě. Mezi červencem 1987 a srpnem 1988 operovalo proti Íránu v Perském zálivu s cílem zabránit rozšíření Irácko-íránské války do jeho vod, což by narušilo trasy ropných tankerů. V dubnu 1988 pak byla uskutečněna úspěšná operace Praying Mantis – střetnutí s íránským námořnictvem, které bylo největším námořním střetnutím amerického námořnictva od dob druhé světové války.
V 90. letech byly provedeny operace Pouštní bouře a Pouštní štít (1991–1992), operace Deliberate Force (1995), operace Pouštní liška (1998), operace Spojenecká síla (1999) či operace Southern Watch (1992–2003).

## Organizace
V současnosti aktivní jednotky
- 3. flota (Pacifická flota)

Systém velení US Navy

- 4. flota (Velitelství námořních sil Jih)
- 5. flota (Velitelství námořních sil Střed)
- 6. flota (Velitelství námořních sil Evropa)
- 7. flota
- 10. flota

Zrušené jednotky
- 1. flota (Pacifická flota, zrušena 1973)
- 2. flota (Atlantická flota, zrušena 2011)
- 8. flota (Námořní síly Evropa, zrušena 1946)

V čele námořnictva stojí Šéf námořních operací (Chief on naval operations), kterého jmenuje prezident, jemuž je podřízen prostřednictvím ministerstva obrany a úřadu pro námořnictvo.

## Inventář
| Název třídy                                | Typ lodě                                   | Počet ve službě                            | Počet celkem*                              | Standardní výtlak                          | Krátké informace                                                                                                 | Poznámky |
| Lodě schopné nést letouny s pevnými křídly | Lodě schopné nést letouny s pevnými křídly | Lodě schopné nést letouny s pevnými křídly | Lodě schopné nést letouny s pevnými křídly | Lodě schopné nést letouny s pevnými křídly | Lodě schopné nést letouny s pevnými křídly                                                                       | Lodě schopné nést letouny s pevnými křídly |
| ------------------------------------------ | ------------------------------------------ | ------------------------------------------ | ------------------------------------------ | ------------------------------------------ | --- | --- |
| Třída Gerald R. Ford                       | Těžká letadlová loď                        | 1                                          | 10                                         | 105 000 tun                                | Velká letadlová loď s jaderným pohonem a až 75 letouny na palubě – konfigurace CATOBAR.                          | Plánováno 10 (jeden třídy Gerald R. Ford za jeden vyřazený třídy Nimitz) počet bude pravděpodobně snížen na 6 (jeden třídy Gerald R. Ford za dva vyřazené třídy Nimitz). |
| Třída Nimitz                               | Těžká letadlová loď                        | 10                                         | 10                                         | 80 000 – 100 000 tun                       | Velká letadlová loď s jaderným pohonem a až 85 letouny – konfigurace CATOBAR.                                    | USS Nimitz má být vyřazen 2025. |
| Třída America                              | Výsadková loď                              | 2                                          | 10                                         | 45 000 tun                                 | Oficiálně výsadkové plavidlo, ale spíše střední letadlová loď až s 42 letouny – konfigurace V/STOL.              | U prvních dvou nebyl dok pro vyloďovací plavidla, ale vzhledem ke kritice tohoto řešení budou od třetí jednotky vybaveny dokem.                                          |
| Třída Wasp                                 | Výsadková loď                              | 7                                          | 7                                          | 28 000 tun                                 | Oficiálně výsadkové plavidlo, ale spíše lehká letadlová loď až s 26 letouny – konfigurace V/STOL.                | Do třídy se oficiálně započítává i USS Makin Island, ale vzhledem k velkým odlišnostem je v praxi označována za samostatnou třídu.                                       |
| USS Makin Island                           | Výsadková loď                              | 1                                          | 1                                          | 42 000 tun                                 | Oficiálně výsadkové plavidlo, ale spíše lehká letadlová loď až s 40 letouny – konfigurace V/STOL.                | Někdy též řazena k třídám America a nebo Wasp. |
| Bojová hladinová plavidla                  |                                            |                                            |                                            |                                            | | |
| Třída Arleigh Burke                        | Protiletadlový Torpédoborec                | 73                                         | 99                                         | 9000 tun                                   | Univerzální torpédoborec se zesílenou protiletadlovou výzbrojí a systémem Aegis – hlavní výzbroj v silech Mk.41. | Třída má několik podtříd, které se od sebe značně odlišují. |
| Třída Ticonderoga                          | Protiletadlový křižník                     | 14                                         | 27                                         | 9600 tun                                   | Protiletadlový křižník se systéme Aegis – hlavní výzbroj v silech Mk.41.                                         | 5 bez VVZ bylo vyřazeno. |
| Třída Zumwalt                              | Univerzální torpédoborec                   | 2                                          | 3                                          | 12 000 tun                                 | Univerzální torpédoborec – hlavní výzbroj: 2 děla ráže 155 mm, řízené střely v silech Mk.57.                     | Původně plánováno 32 jednotek z důvodu vysokých nákladů omezeno na tři.                                                                                                  |
| Třída Freedom                              | Littoral Combat Ship                       | 8                                          | 16                                         | 3000 tun                                   | Plavidla pro operace v pobřežních vodách s modulární výzbrojí                                                    | 5 jednotek byly vyřazeny |
| Třída Independence                         | Littoral Combat Ship                       | 15                                         | 19                                         | 2784 tun                                   | Trimaran pro operace v pobřežních vodách s modulární výzbrojí                                                    | 2 jednotek byly vyřazeny |

- počty plánovaných i vyřazených

## Vybavení

### Letadlové lodě

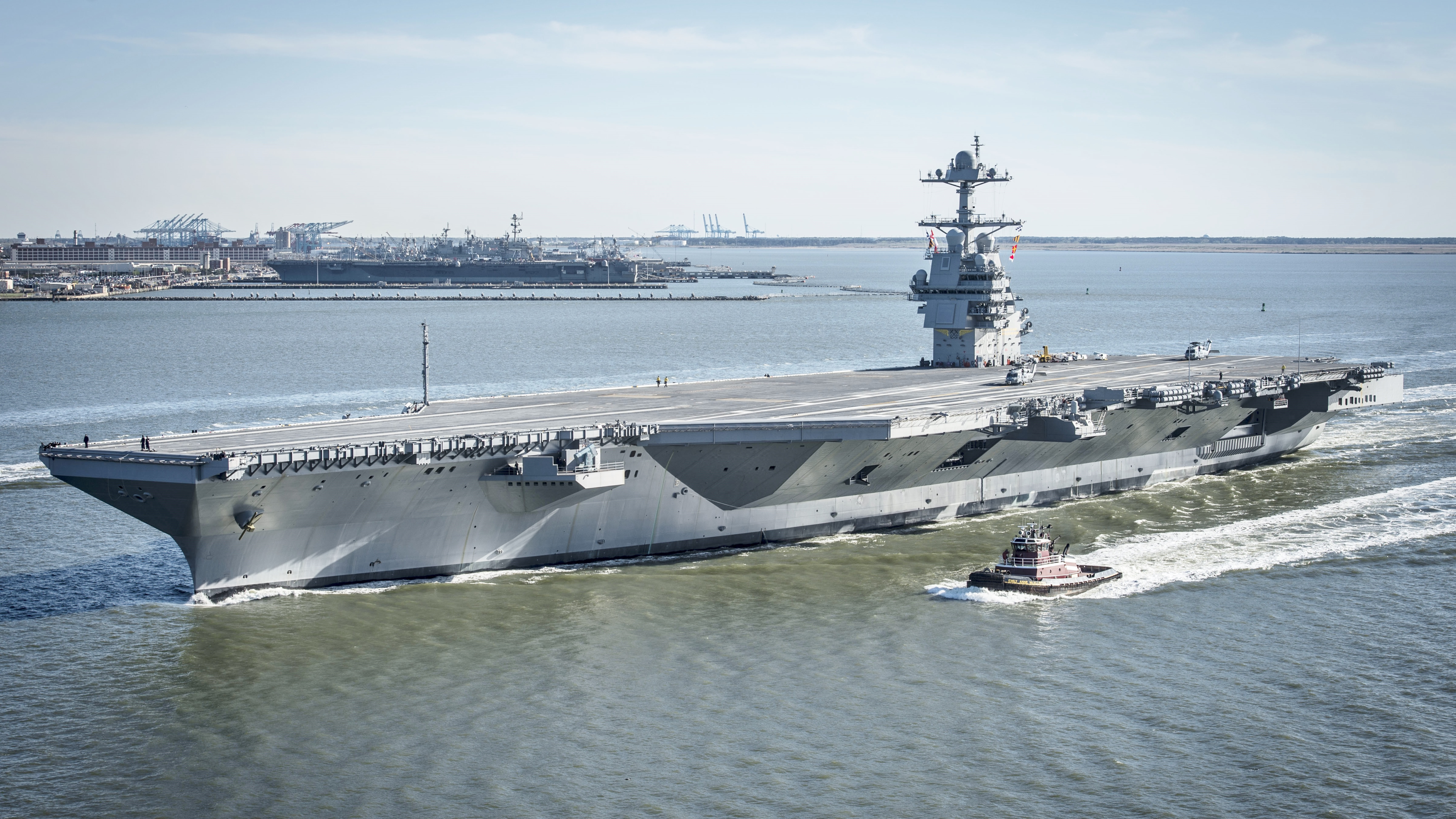
Nejnovější americká letadlová loď USS Gerald R. Ford vstoupila do služby v červenci 2017

USA disponují největší světovou flotou velkých letadlových lodí (tzv. supercarriers) s jaderným pohonem, nesoucích až 90 letadel a vrtulníků, které mohou za den provést až 150 bojových letů. Letadlové lodě jsou jádrem úderné síly a zastrašovacích možností amerického námořnictva.
Letadlová loď tvoří s řadou podpůrných lodí větší údernou skupinu (carrier battle group). Součástí této skupiny jsou křižníky třídy Ticonderoga a torpédoborce třídy Arleigh Burke vybavené nejmodernějším zbraňovým systémem Aegis a útočné ponorky, které letadlovou loď chrání proti případnému útoku letadel, lodí, či ponorek. Součástí svazu jsou též zásobovací lodě s palivem, municí a dalším materiálem. Roku 2018 bylo ve službě 10 jednotek třídy Nimitz a prototyp nové třídy Gerald R. Ford.

### Lodě pro výsadkové operace

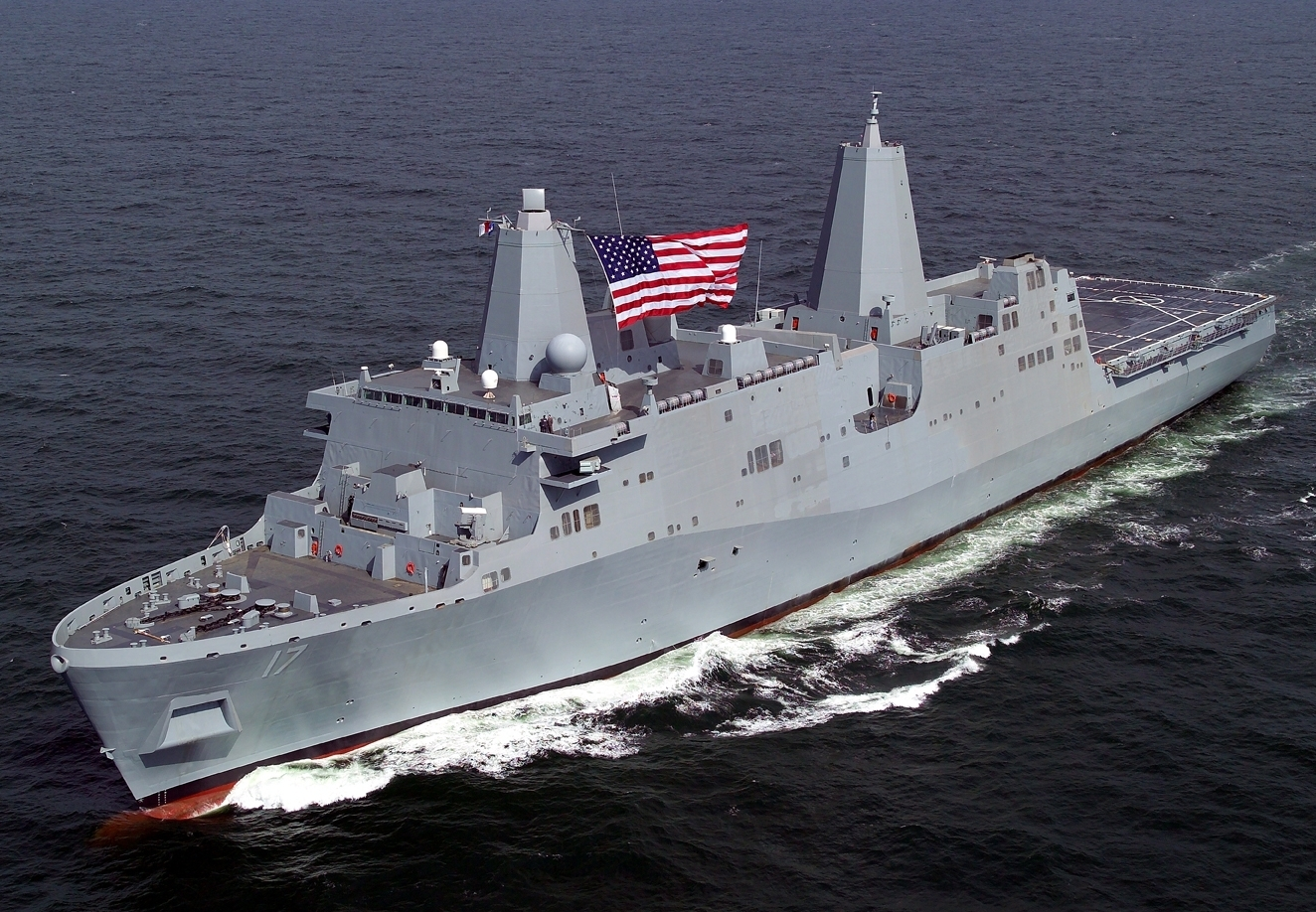
USS San Antonio

Současný důraz na schopnost amerického námořnictva vést obojživelné operace a operace v blízkosti pobřeží vede k nárůstu kapacity těchto jeho sil. Jejich základem jsou vrtulníkové výsadkové lodě tříd třídy Wasp (8 kusů) a America (2 kus, další ve stavbě). Ty se svým vzhledem podobají lodím letadlovým. Na palubě nesou nejen vrtulníky a letouny, ale i cca 2200 vojáků námořní pěchoty, k jejichž dopravě na břeh slouží mimo vrtulníků také dok s vyloďovacími čluny a vznášedly.
Dalším typem lodí je kategorie Amphibious transport dock, plavidlo nesoucí pěchotu, bojovou techniku a další zásoby, které z ní mohou na břeh přepravovat jak vrtulníky, tak výsadková plavidla (má přistávací palubu i dok). Tento typ zastupuje 12 plavidel třídy San Antonio (další 3 kusy ve stavbě). Posledním typem vyloďovacích lodí jsou výsadkové dokové lodě tříd Whidbey Island (6 ks) a Harpers Ferry (4 ks).

### Křižníky, torpédoborce a fregaty

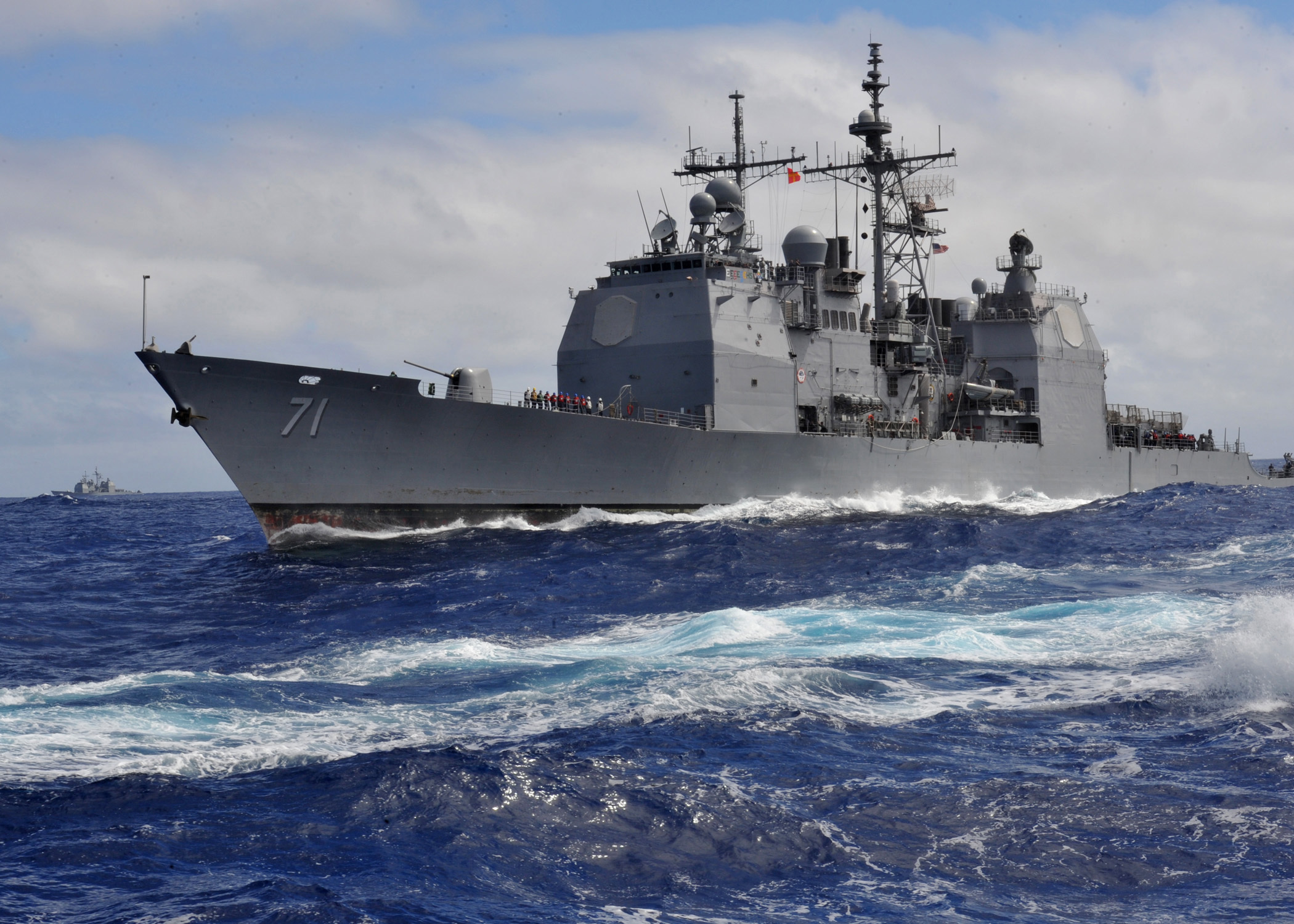
Křižník USS Cape St. George

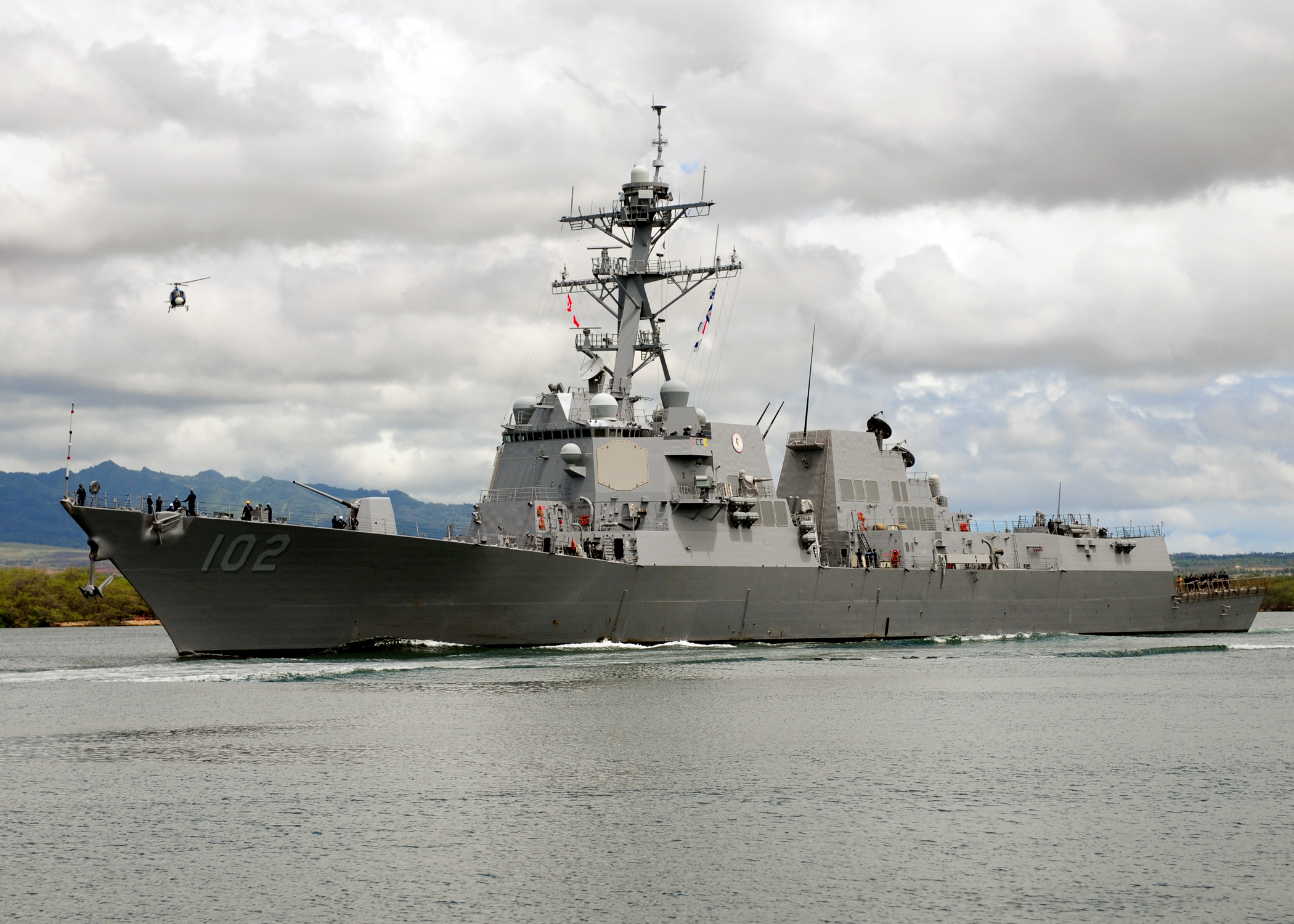
Torpédoborec USS Sampson

Americké námořnictvo roku 2023 provozuje 14 raketových křižníků třídy Ticonderoga, vybavených zbraňovým systémem Aegis. Křižníky byly vyvinuty zejména k obraně svazů letadlových lodí proti nepřátelským letadlům a protilodním střelám, díky střelám s plochou dráhou letu Tomahawk ovšem získaly též schopnost přesných úderů proti pozemním cílům.
Nejmodernějším systémem Aegis jsou vybaveny též torpédoborce třídy Arleigh Burke, jejich stavba byla obnovena. Roku 2023 bylo ve službě 73 plavidel, přičemž celkem bylo objednáno 99 kusů. Námořnictvo plavidla se systémem Aegis modernizovalo, aby byla schopna ničení balistických střel krátkého a středního doletu a družic na nízkých oběžných drahách pomocí vylepšených řízených střel Standard SM-3 (Ballistic missile defense).
Roku 2016 byl do služby zařazen první ze tří torpédoborců třídy Zumwalt. Jejich hlavním úkolem je provádění protizemních úderů a pobřežních operací. Jejich konstrukce obsahuje řadu novinek, ovšem nárůst nákladů na celý program vedl k tomu, že místo stavby větší série bude obnovena stavba starší a levnější třídy Arleigh Burke.
Všechny fregaty třídy Oliver Hazard Perry byly vyřazeny do roku 2015. Nahradit je měla plavidla pro pobřeží boj Littoral Combat Ship. Tento záměr byl přehodnocen a námořnictvo usiluje o získání plnohodnotných fregat v rámci programu FFG(X).

### Ponorky

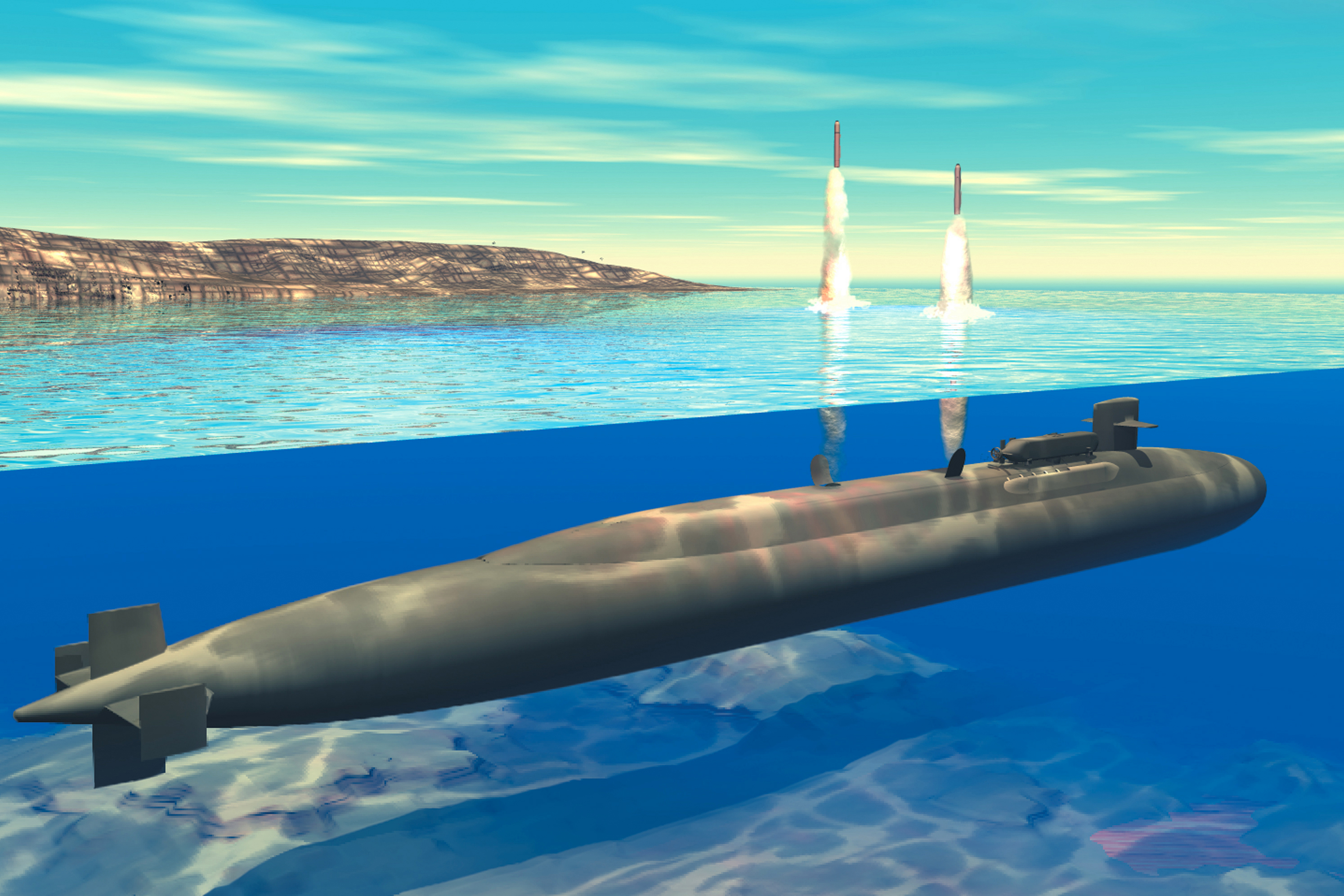
Ilustrace odpálení balistické střely Trident z ponorky třídy Ohio

Americké námořnictvo k roku 2023 provozuje 68 útočných a balistických ponorek, přičemž všechny mají jaderný pohon. Balistických ponorek třídy Ohio se střelami Trident americké námořnictvo vlastní 14 kusů a další čtyři byly přestavěny na nosiče až 154 střel s plochou dráhou letu BGM-109 Tomahawk. Probíhá vývoj zcela nové třídy Columbia.
Ve službě je rovněž 50 útočných ponorek. Ty slouží primárně k ničení nepřátelských ponorek, hlídkování a ochraně vlastních úderných svazů. Mohou však také napadat hladinové lodě pomocí řízených střel Sub-Harpoon a pozemní cíle střelami s plochou dráhou letu Tomahawk. Nejpočetněji je zastoupena třída Los Angeles s 25 kusy (postupně vyřazována). Na ní navazuje technologicky vyspělejší a v provozu výrazně tišší třída Seawolf, které ale byly pro vysokou cenu postaveny pouze tři jednotky. Nejnovější generaci představuje 22 útočných ponorek třída Virginia (další 9 kusy ve stavbě). Tato třída ve službě nahrazuje ponorky třídy Los Angeles a oproti třídě Seawolf je o přibližně polovinu levnější.

### Letectvo

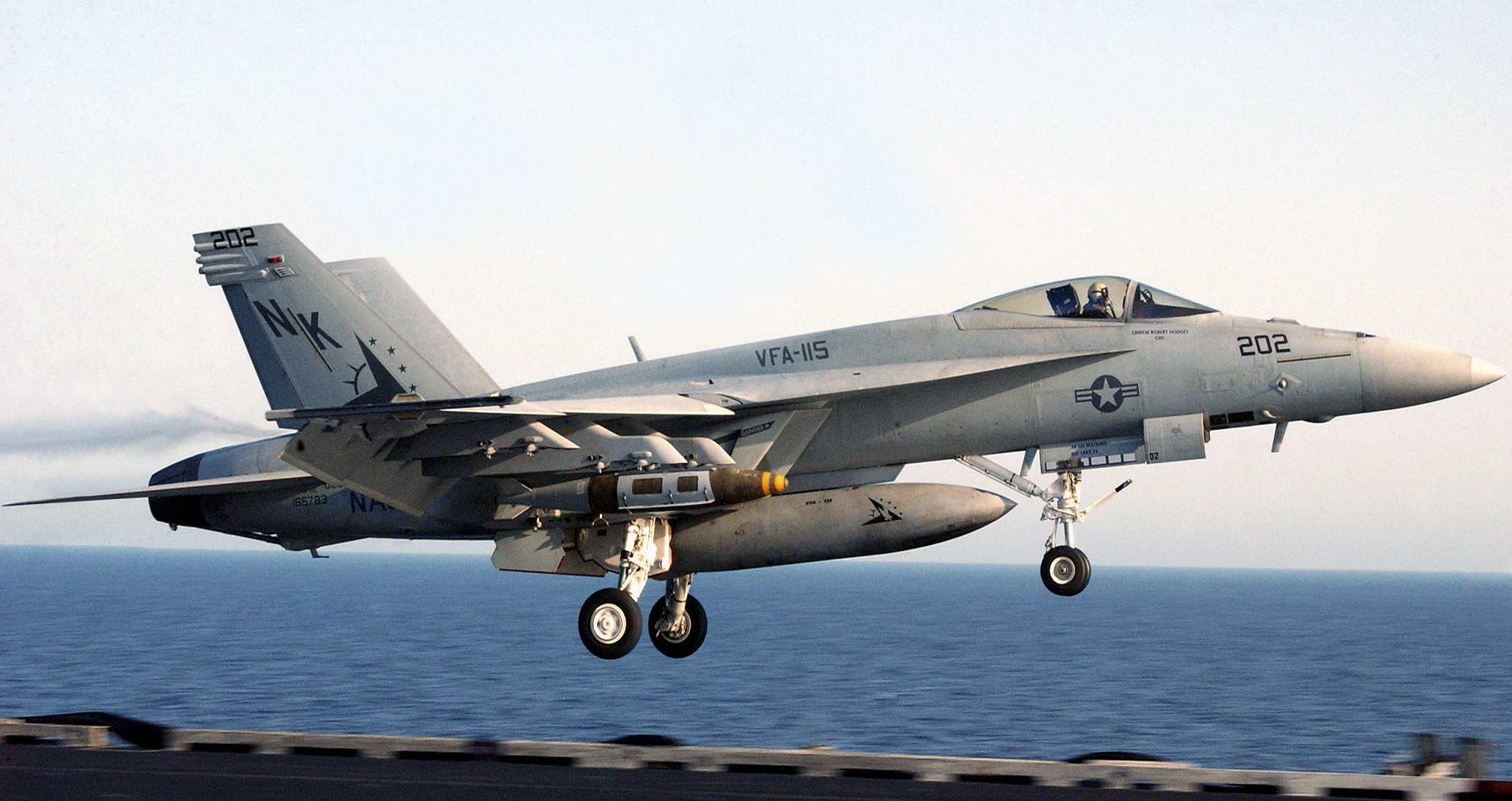
F-18E Super Hornet přistává na palubě letadlové lodi USS Abraham Lincoln.

V současné době námořnictvo USA disponuje letouny McDonnell Douglas F/A-18 Hornet a Boeing F/A-18E/F Super Hornet, který postupně nahrazuje starší Hornety.

## Plánované akvizice
- Třída Gerald R. Ford (2+) – letadlová loď
- Třída Columbia (12 ks) – raketonosná jaderná ponorka
- Třída Virginia (17 ks) – útočná jaderná ponorka
- Třída Arleigh Burke (25 ks) – torpédoborec
- Třída Zumwalt (1 ks) – torpédoborec
- Třída DDG(X) – torpédoborec nové generace
- Třída Constellation (20 ks) – fregata
- Třída America (3+ ks) – vrtulníková výsadková loď
- Třída San Antonio (6 ks) – výsadková loď
- Třída Spearhead (2 + 3) – transportní loď + nemocniční loď
- Třída Freedom (1 ks) – Littoral Combat Ship
- Třída Independence (1 ks) – Littoral Combat Ship
- Třída Navajo (10 ks) – oceánské remorkéry
- Třída Explorer (7 ks) – výzkumná loď pro sběr akustických signálů
- Ship-to-Shore Connector – výsadková vznášedla
- Třída McClung – střední výsadkové lodě

#### Přehled letecké techniky
Tabulka obsahuje přehled letecké techniky US Navy v roce 2018 podle Flightglobal.com.
| Název                                 | Původ                  | Určení                                                                                | Verze                         | Ve službě      | Poznámky |                |
| Bojové letouny                        | Bojové letouny         | Bojové letouny                                                                        | Bojové letouny                | Bojové letouny | Bojové letouny | Bojové letouny |
| ------------------------------------- | ---------------------- | ------------------------------------------------------------------------------------- | ----------------------------- | -------------- | --- | -------------- |
| Boeing F/A-18E/F Super Hornet         | USA                    | palubní víceúčelový bojový letoun kategorie CATOBAR                                   | F/A-18E/F                     | 512            | Z toho 137 kusů užíváno u operačně-výcvikových jednotek. Objednáno dalších 22 kusů.                                                                            |                |
| Lockheed Martin F-35 Lightning II     | USA                    | palubní víceúčelový bojový letoun kategorie CATOBAR                                   | F-35C                         | 21             | Z tohoto počtu počátkem roku 2018 pouze 1 stroj u operační jednotky, ostatní slouží k výcviku a zkouškám. Další 2 kusy typu objednány závazně a 237 předběžně. |                |
| McDonnell Douglas F/A-18 Hornet       | USA                    | palubní víceúčelový bojový letoun kategorie CATOBAR                                   | F/A-18A/B/C/D                 | 267            | Z tohoto počtu je 109 kusů užíváno u operačně-výcvikových jednotek.                                                                                            |                |
| Speciální letouny                     |                        |                                                                                       |                               |                | |                |
| Boeing EA-18G Growler                 | USA                    | palubní letoun pro elektronický boj                                                   | EA-18G                        | 139            | Objednáno dalších 16. |                |
| Boeing E-6 Mercury                    | USA                    | létající velitelské a spojovací stanoviště                                            | E-6B                          | 16             | |                |
| Boeing P-8 Poseidon                   | USA                    | námořní hlídkový letoun                                                               | P-8A                          | 69             | Objednáno dalších 23 strojů závazně a 7 předběžně. |                |
| Fairchild Swearingen Metroliner       | USA                    | letoun pro elektronický průzkum (SIGINT)                                              | EC-26D Metroliner             | 1              | |                |
| Grumman E-2 Hawkeye                   | USA                    | palubní letoun AWACS charakteristik CATOBAR                                           | E-2C/D Hawkeye II             | 79             | Dalších 21 strojů objednáno, s opcí na dalších 24. |                |
| Gulfstream G550                       | USA                    | AWACS                                                                                 |                               | 0              | Objednán 1 kus. |                |
| Learjet 35/36                         | USA                    | průzkumný letoun                                                                      |                               | 0              | Objednán 1 kus. |                |
| Lockheed P-3 Orion                    | USA                    | námořní hlídkový letoun                                                               | P-3C                          | 67             | |                |
| Lockheed P-3 Orion                    | USA                    | letoun pro elektronický průzkum (SIGINT)                                              | EP-3E                         | 12             | |                |
| Lockheed C-130 Hercules               | USA                    | letoun pro transport a tankování paliva za letu                                       | KC-130T Hercules              | 5              | |                |
| Dopravní a transportní letouny        |                        |                                                                                       |                               |                | |                |
| Bell Boeing V-22 Osprey               | USA                    | víceúčelový taktický konvertoplán/stroj pro zásobování letadlových lodí               | CMV-22B                       | 1              | Objednáno dalších 13 kusů závazně a 35 předběžně. |                |
| Boeing 737                            | USA                    | střední dopravní letoun                                                               | C-40A Clipper                 | 15             | Objednány další 2 kusy. |                |
| Beechcraft Super King Air             | USA                    | lehký transportní/užitkový letoun                                                     | UC-12B                        | 13             | |                |
| Fairchild Swearingen Metroliner       | USA                    | lehký dopravní/užitkový letoun                                                        | C-26D Metroliner              | 6              | |                |
| Grumman C-2 Greyhound                 | USA                    | taktický transportní letoun/letoun zásobování letadlových lodí charakteristik CATOBAR |                               | 34             | |                |
| Gulfstream IV                         | USA                    | lehký dopravní letoun/business jet                                                    | UC-20G                        | 4              | |                |
| Lockheed C-130 Hercules               | USA                    | taktický transportní letoun                                                           | C-130T Hercules               | 20             | |                |
| Pilatus PC-12                         | Švýcarsko              | lehký dopravní/užitkový letoun                                                        | U-28A                         | 1              | |                |
| Vrtulníky                             |                        |                                                                                       |                               |                | |                |
| Bell 407                              | USA                    | užitkový vrtulník                                                                     |                               | 4              | |                |
| Sikorsky CH-53 Sea Stallion           | USA                    | těžký transportní/víceúčelový vrtulník                                                | MH-53E Sea Dragon             | 27             | |                |
| Sikorsky S-70                         | USA                    | taktický transportní/víceúčelový/protiponorkový/záchranný vrtulník                    | EH-60/HH-60/UH-60/SH-60/MH-60 | 507            | Objednáno dalších 27 kusů, s opcí na dalších 41. |                |
| Cvičná letadla                        |                        |                                                                                       |                               |                | |                |
| Bell 206                              | USA                    | cvičný vrtulník                                                                       | TH-57B/C Sea Ranger           | 113            | |                |
| Bell OH-58 Kiowa                      | USA                    | cvičný vrtulník                                                                       |                               | 3              | |                |
| Beechcraft T-6 Texan II               | USA                    | cvičný letoun                                                                         | T-6A/B/C                      | 294            | Objednáno dalších 29 kusů. |                |
| Beechcraft T-34 Mentor                | USA                    | cvičný letoun pro základní výcvik                                                     | T-34C Turbo Mentor            | 34             | |                |
| de Havilland Canada DHC-3 Otter       | Kanada                 | cvičný letoun charakteristik STOL                                                     | U-1B Otter                    | 1              | |                |
| Eurocopter EC 145                     | EU/USA                 | cvičný vrtulník                                                                       | UH-72A Lakota                 | 5              | |                |
| General Dynamics F-16 Fighting Falcon | USA                    | víceúčelový bojový letoun/dvoumístný bojový letoun                                    | F-16A/B                       | 14             | Typ slouží jako protivník při nácviku manévrového boje. |                |
| Grumman E-2 Hawkeye                   | USA                    | AWACS                                                                                 | E-2C                          | 2              | |                |
| Gulfstream G100                       | USA                    | dvoumotorový cvičný letoun                                                            | C-38                          | 1              | |                |
| McDonnell Douglas/BAe T-45 Goshawk    | Spojené království/USA | proudový cvičný letoun                                                                | T-45A/C                       | 196            | |                |
| Northrop F-5                          | USA                    | cvičný stíhací letoun                                                                 | F-5F/F-5N Tiger II            | 29             | Varianta „F“ je dvoumístná, „N“ je označení pro upravené jednomístné F-5E užívané jako protivník při nácviku manévrového vzdušného boje.                       |                |
| Northrop T-38 Talon                   | USA                    | nadzvukový cvičný letoun                                                              |                               | 10             | |                |